# Schloss von Berny
Das Schloss von Berny (frz.: château de Berny) ist eine Schlossruine, die im heutigen Val-de-Marne in Fresnes an der Grenze zu Antony und Hauts-de-Seine an der Straße von Paris nach Orléans steht. Hier befindet sich auch die Kreuzung Croix de Berny, der das Schloss seinen Namen verdankt.

## Geschichte
Das Lehnsgut Berny wird zum ersten Mal 1422 erwähnt, als es an den Pariser Bürger Jehan Sac übergeht. Über die Entwicklung bis ins frühe 16. Jahrhundert ist jedoch nichts weiter bekannt.

### Die Familie der Brûlart
Im Jahr 1520 tauchen schließlich die Brûlart, eine Familie von Parlamentariern, als Besitzer auf. Pierre III Brûlart, Berater im Parlament von Paris, wird als Herr von Berny bezeichnet, während seine Frau Marie Cauchon als Dame von Sillery gilt. Das Anwesen wurde in der Familie vererbt, sodass es im späten 16. Jahrhundert in den Besitz von Nicolas Brûlart de Sillery, Kanzler von Frankreich wechselte. Dieser ließ kleinere Umbauten vollziehen, die zum Teil von dem berühmten Architekten Clément Métezeau geleitet wurden, der unter anderem den Richelieu-Damm entwarf, welcher 1628 den Hafen von La Rochelle während der von Ludwig XIII. begonnenen Belagerung blockierte.
Im Jahr 1623 beauftragte Pierre Brûlart de Sillery, Sohn von Nicolas, Vikar von Puiseux, Markgraf von Sillery und Baron Grand-Pressignys den jungen François Mansart, damals ein noch unbekannter Architekt, mit dem grundlegenden Umbau des Schlosses. Die Arbeiten wurden um 1635 abgeschlossen, wobei die Kunst Mansarts sogar den Dichter Isaac de Benserade dazu veranlasste, dem Schloss eigene Zeilen zu widmen.

### Pomponne II von Bellièvre

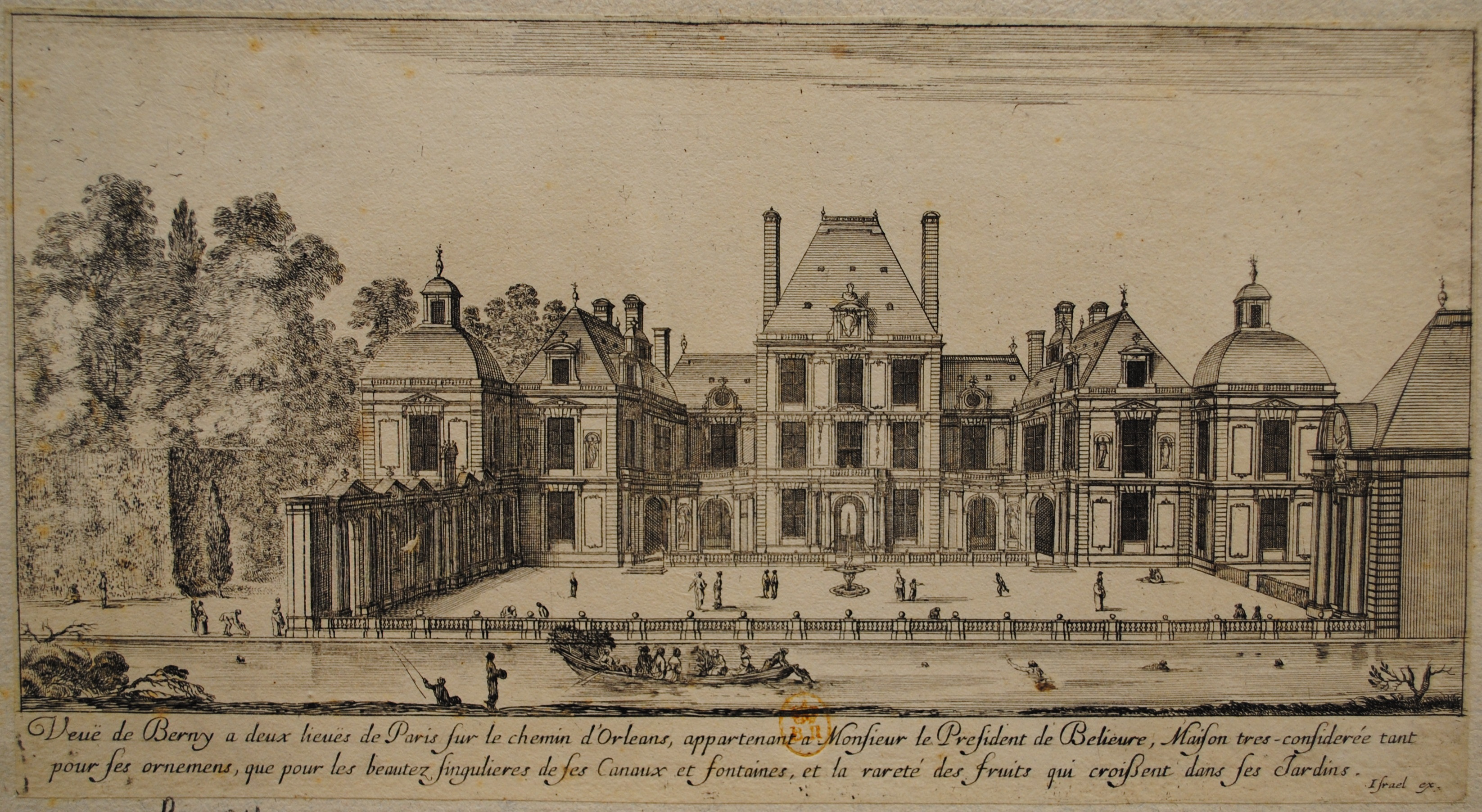
Schloss Berny, von der Seite des Hofes (Mitte des 17. Jahrhunderts)

Danach gingen das Schloss und die Ländereien an Pomponne II von Bellièvre, den ersten Präsidenten des Parlaments von Paris über, der das Anwesen berühmt machte, indem er dort zwischen 1648 und 1649 heimlich die Verschwörer der Fronde empfing.

### Hugues de Lionne
Im Jahr 1653 ging das Schloss in den Besitz von Hugues de Lionne über, einem geschickten Diplomaten, der 1659 zum Staatsminister ernannt wurde und als erster die Titel Baron von Fresne und Marquis von Berny trug. Er feierte dort den Überlieferungen nach bis zu seinem Tod im Jahr 1671 rauschende Feste. Sein Sohn Louis (1648–1708), ebenfalls genannt Marquis von Berny, erbte das Anwesen. Er soll am 12. August 1675 an siebzig Orangenbäume aus seinem Anwesen in Berny für 4500 Livres an Ludwig XIV. verkauft haben.
Im Jahr 1686 beherbergte Louis de Lionne auf Wunsch seines Bruders, des Missionars Artus de Lionne, die Botschafter von Siam, die sich bis zu ihrem feierlichen Einzug in Paris einige Tage in den Räumlichkeiten aufhielten. Man sagte sich, dass die Gärten und das Schloss unter ihrem kurzen Aufenthalt stark zu leiden hatten. Im selben Jahr wurde das Schloss zum Verkauf angeboten.

### Abtei von Saint-Germain-des-Prés

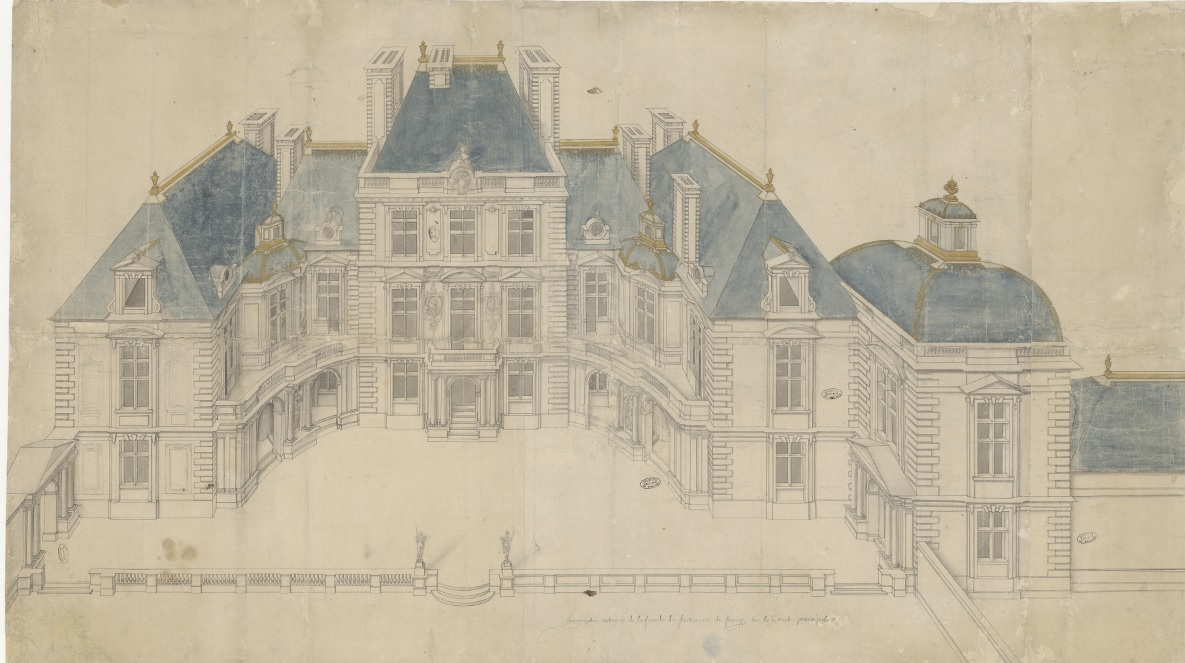
Perspektivische Ansicht des Château de Berny vom Innenhof aus, vertragliche Zeichnung von François Mansart, paraphiert am 27. November 1623

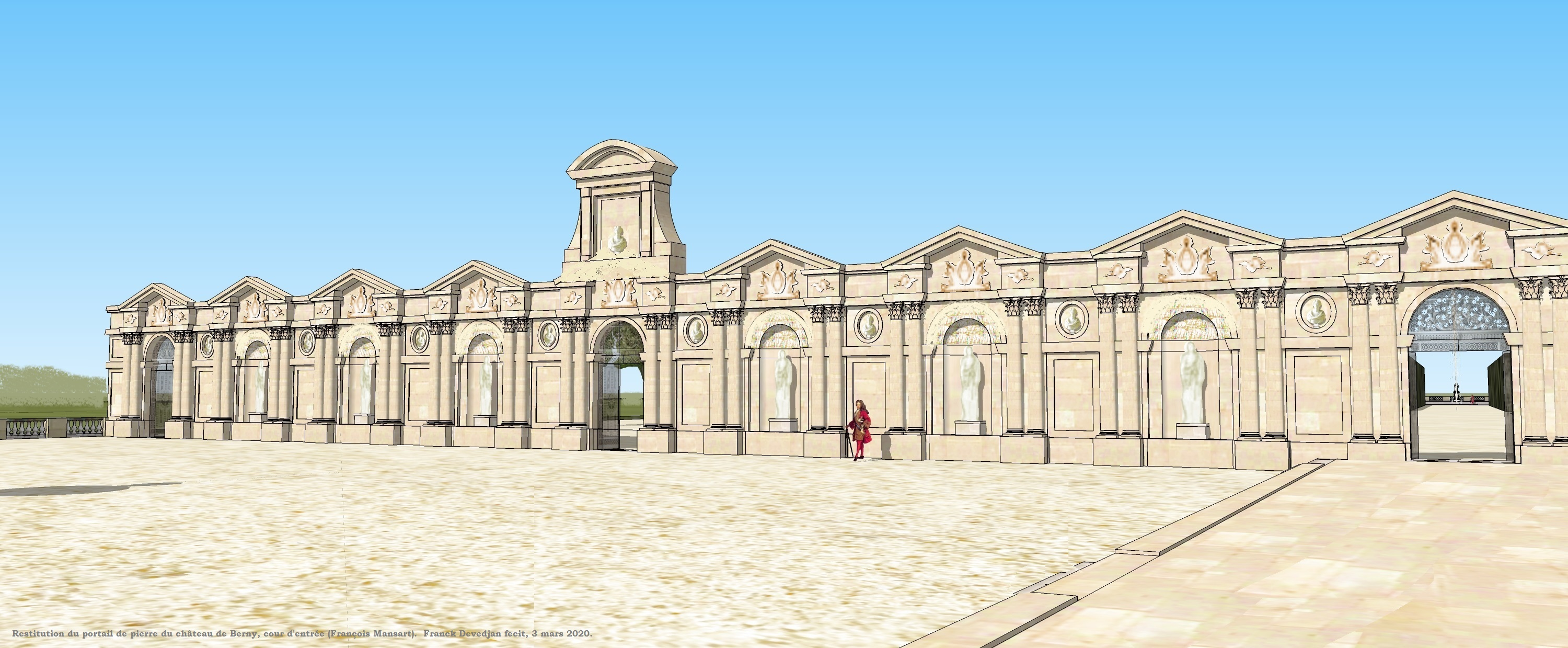
Restitution des Eingangsportals von Schloss Berny, XVII

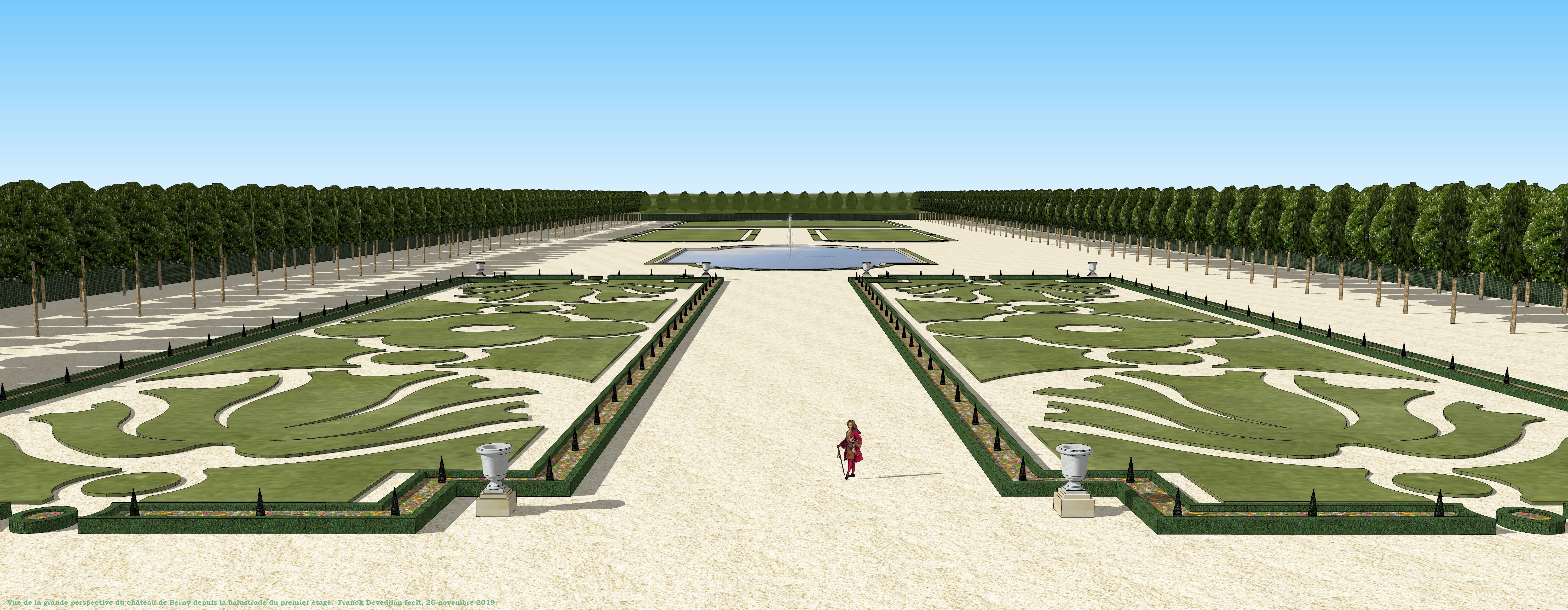
Ansicht der großen Perspektive des Schlosses Berny aus dem ersten Stock, um 1700

Im Jahr 1685 wurde es von der Abtei Saint-Germain-des-Prés, die bereits Eigentümerin von Antony war, als Sommer- und Landsitz für ihre Kompturei-Äbte gekauft. Das Schloss beherbergte zunächst Kardinal von Fürstenberg, der dort ein libertinistisches Leben führte, das Schloss prächtig umdekorieren und den Park anlegen ließ, wo er Wasserspiele um eine Insel in einem Boulingrin am Ende eines Wasserspiegels sowie ein "Blumentheater" (ähnlich dem im Schloss Saint-Cloud) mit zwei Reihen von dreistöckigen Tribünen anbringen ließ. Jacques-Antoine Dulaure, berichtete: Er schmückte das Haus so, dass man gezwungen war, den größten Teil der Verzierungen aus Gründen des Anstands zu entfernen."
Im Jahr 1737 ging die Nutzung von Berny auf Louis de Bourbon (1709–1771), Graf von Clermont über, der bereits im Alter von neun Jahren mit sehr hohen kirchlichen Einkünften aus einem halben Dutzend Abteien ausgestattet wurde.  Er wurde 1737 im Alter von 28 Jahren zum Abt von Saint Germain ernannt (obwohl er parallel dazu mit Erlaubnis des Papstes eine militärische Karriere begonnen hatte) und mit beträchtlichen Einkünften ausgestattet. Im Schloss lebte er gemeinsam mit seiner Geliebten, Marie-Anne de Camargo, genannt La Camargo, die sich dort jedoch langweilte und ihn schließlich verließ, nachdem sie angeblich ihre Genossin Elisabeth Leduc in die Arme ihres Liebhabers getrieben hatte.
1737 bis 1741 ließ er das Anwesen von seinem Architekten Jacques Hardouin-Mansart restaurieren und ein Theater einrichten. Die Broderiebeete in den Gärten wurden entfernt und die Säulen des Balkons auf dieser Seite durch Rokoko-Kolosse ersetzt. Indem er den letzten Mansart einstellte, stand der Graf von Clermont in der Kontinuität seiner Vorgänger, die alle Kunden der Mansarts waren.
Im Jahr 1741 trat schließlich Élisabeth Leduc, eine Tänzerin an der Oper, in sein Leben und ließ sich ebenfalls im Schloss von Berny nieder. Er hatte große Mühe, sie von dort wegzubringen und brachte sie im Schloss Tourvoie unter, wo er sie dreißig Jahre lang besuchte, wenn er gerade Zeit hatte. Im Jahr 1748 veranstaltete er für sie prächtige Feste, die man mit denen im nahe gelegenen Schloss Sceaux verglichen hat, die von seiner Tante, der Herzogin von Maine, gegeben wurden. Die Organisatoren dieser Empfänge waren Pierre Laujon und Charles Collé.
Élisabeth Leduc, die dem Prinzen mit mehreren Liebhabern untreu wurde, wurde von diesem aus Eifersucht mit einem Taschenmesser auf die Stirn geschlagen. Reuig ließ er sie zur Wiedergutmachung zur Marquise de Tourvoie ernennen. Es ist wahrscheinlich, dass er sie schließlich heimlich im Jahr 1765 heiratete. Sie widmete sich wohltätigen Zwecken, gebar ihm 1766 einen Sohn, der später Abt von Vendôme wurde, und 1768 eine Tochter. Der Graf von Clermont starb im Jahr 1771.

### Niedergang und Zerstörung im 19. Jahrhundert
Während der Französischen Revolution als kirchliches Gut verkauft, wurde das Schloss ab 1808 nach und nach zerstört, aber der Park wurde erst 1905 parzelliert, der größte Teil wurde von den Gestüten von Berny eingenommen, wo die großen Steeplechase, die sogenannten "Rennen am Glockenturm", veranstaltet wurden, die zwischen 1834 und 1893 sehr beliebt waren. William Thackeray erwähnt diese Rennen in Das Buch der Snobs: Er (ein Snob) war da, letzte Woche am Croix de Berny. Ausgabe Garnier-Flammarion, 1990.

### Unterhaltung
Der Graf hatte ein Theater in Form einer Kapelle errichten lassen, um den Schein von kleineren Theateraufführungen zu wahren. Hier fanden glänzende Feste und alle Arten von Aufführungen statt: französische Oper, Opera buffa, komische Oper, Vaudeville und sogar Paraden, die das Theater problemlos überstand. Dazu zählen:
- La Provinciale – 1750, Komödie von Marivaux
- Le Rossignol ou le mariage secret – November 1751, Prosakomödie in einem Akt und Vaudevilles von Charles Collé, gemacht für den Tag der Heiligen Elisabeth,  Patronin der Hausherrin Elisabeth Claire Leduc. Musik von Jean-Benjamin de La Borde
- Le Jaloux corrigé  – 18. November 1752 – Operette in einem Akt auf ein Libretto von Charles Collé (1709-1783) und Musik von Michel Blavet, einem dem Grafen verbundenen Musiker, mit einem Vaudeville und einem Divertissement, erstmals aufgeführt beim Grafen von Clermont in seinem Schloss Berny, dem das Werk gewidmet ist.
- Gilles, le peintre amoureux et rival - Burleske und Parade von Antoine-Alexandre-Henri Poinsinet, Musik von Jean-Benjamin de La Borde nach: le peintre amoureux de son modèle, komische Oper von Egidio Duni mit einem Libretto von Louis Anseaume, aufgeführt im Schloss Berny und wiederholt am 2. März 1758 im Theater der Messe Saint-Germain.

### Das Schloss heute
Heute ist vom Schloss nur noch ein Teil des Nordflügels erhalten, in dem im 19. Jahrhundert eine Mühle am Fluss Bièvre eingerichtet worden war, deren Gebäude später von der Möbelfabrik Lair besetzt und dann zu einem Wohngebäude, der résidence du château de Berny, umgebaut wurden. Dieses Überbleibsel reicht jedoch aus, um eine Vorstellung von der Pracht des von Mansart errichteten Gebäudes zu vermitteln.
Der Pavillon aus dem 17. Jahrhundert wurde am 10. April 1929 zum Historischen Bauwerk erklärt.

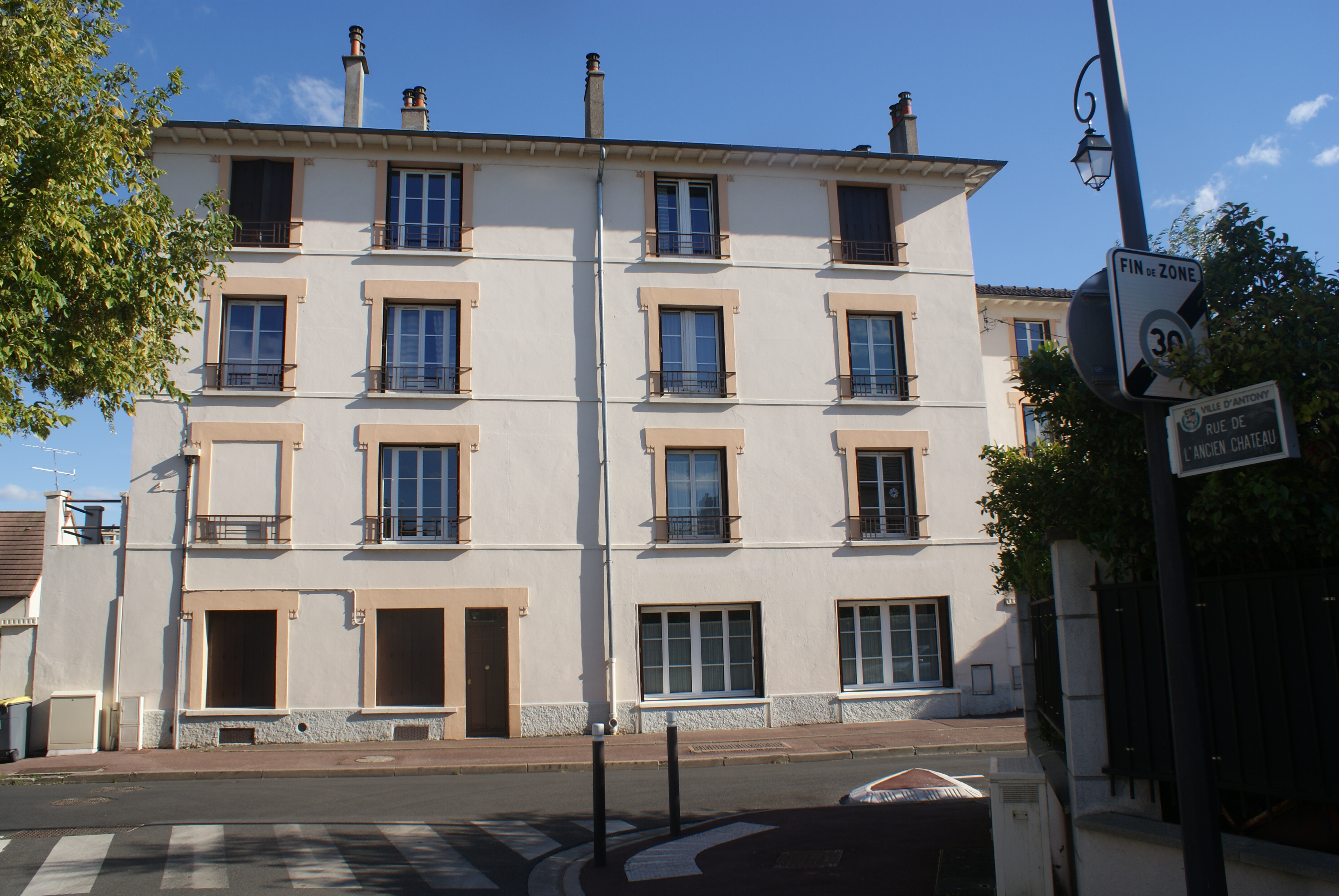
Auf den ersten Blick erinnert die Residenz "Château de Berny" in Fresnes nur durch ihren Namen an das Schloss …
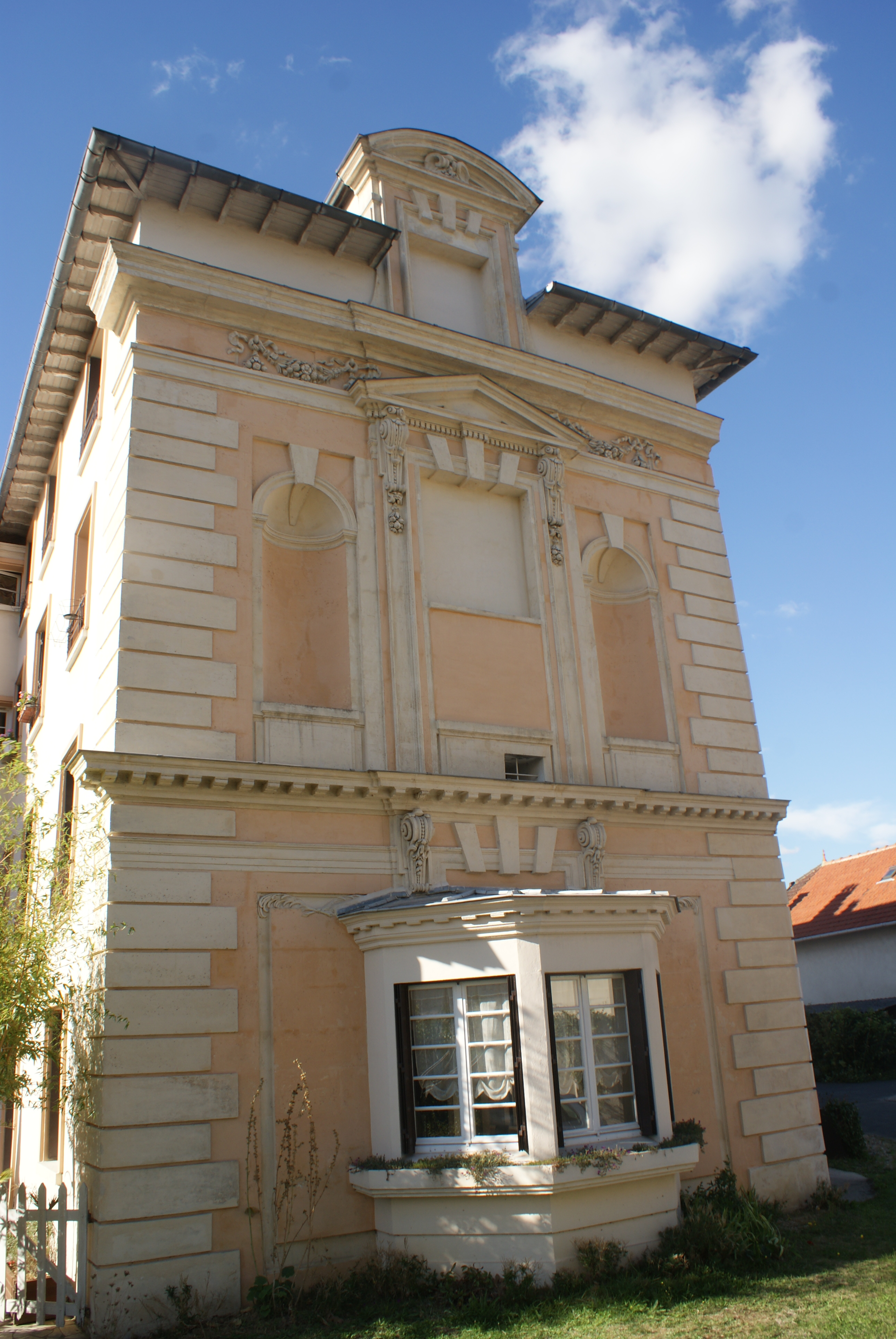
…, zeigt aber ein Überbleibsel des Château de Berny in Form eines Stücks der Fassade, das an das Gebäude angebaut ist.

## Bibliografie
- Manuscrit: Mémoire de la Croix du Château de Berny, 1728.
- Jean-Pierre Babelon und Claude Mignot: François Mansart, le génie de l'architecture, Paris, 1998.
- Philippe Cachau: Jacques Hardouin-Mansart de Sagonne, dernier des Mansart (1711–1778), Dissertation in Kunstgeschichte, Paris, 2004
- Etienne Faisant: Du château de Berny à la chapelle de Marines : Louis Métézeau et le chancelier de Sillery in Bulletin monumental, Band 185, 3. Ausgabe (2024)